# Umspannwerk Gröbers

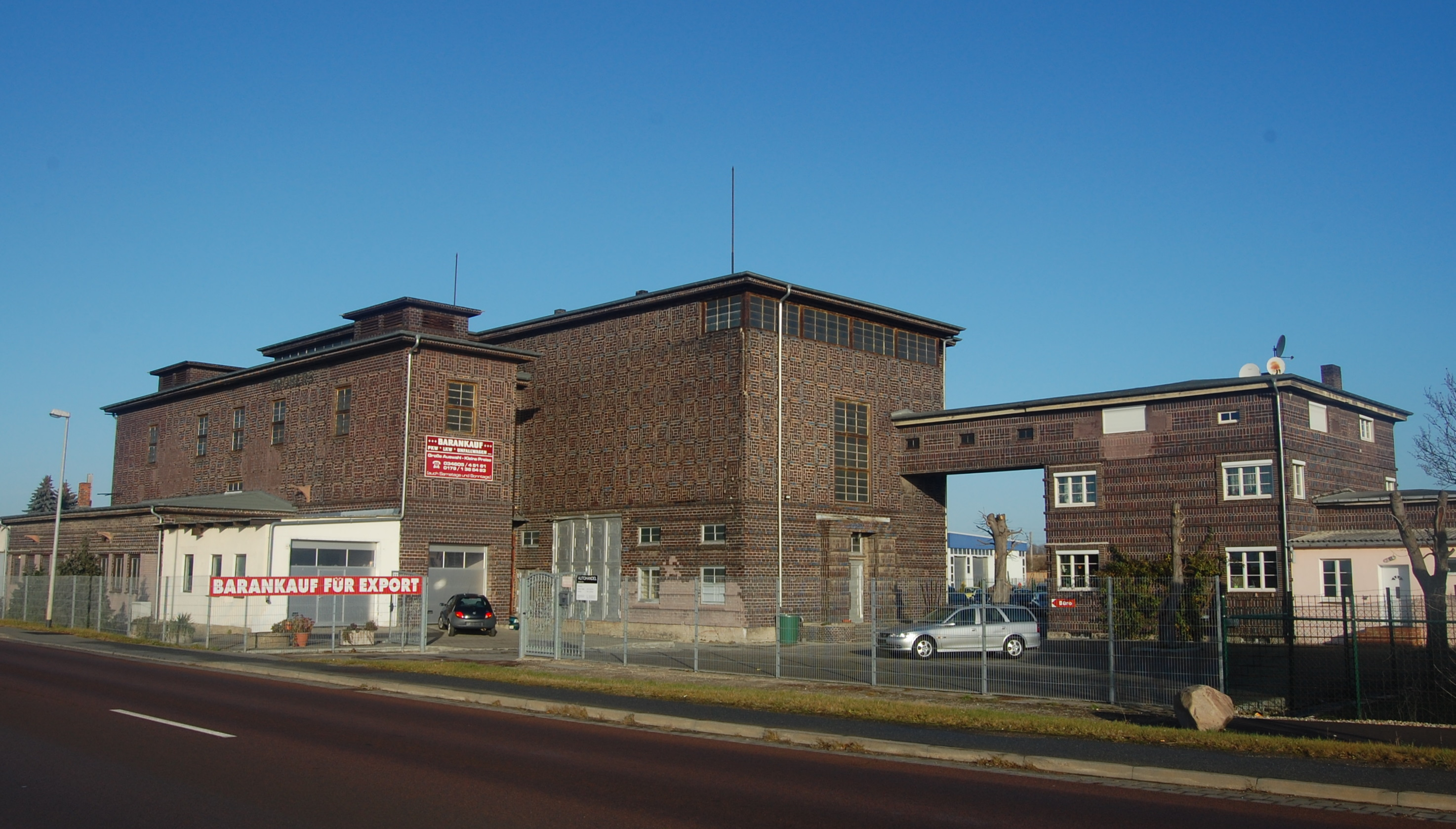
Umspannwerk Gröbers

Das Umspannwerk Gröbers ist ein unter Denkmalschutz stehendes Bauwerk im zur Gemeinde Kabelsketal gehörenden Ort Gröbers in Sachsen-Anhalt.

## Geschichte und Lage
Das am Ortsausgang in Richtung Halle (Saale) an der Halleschen Straße gelegene 110-kV-Umspannwerk wurde von der Elektrizitätswerk Sachsen-Anhalt AG (ESAG) Ende der 1920er Jahre im Zusammenhang mit dem Kohlekraftwerk Gröbers gebaut und 1927 in das Netz eingebunden. Im Jahr 1932 produzierte das Kraftwerk 6 Millionen kWh, wurde dann aber stillgelegt, da alle anderen Kraftwerke des Hochvoltrings deutlich mehr produzierten.

## Baubeschreibung
Das Umspannwerk besteht aus drei Trakten; die Fassaden sind in Sichtmauerwerk aus dunklem Klinker in heller Verfugung ausgeführt, teilweise in Zierverbänden. In dem nicht mehr als Umspannwerk genutzten Gebäude und auf den Freiflächen hat sich ein Gebrauchtwagenhandel niedergelassen. Es ist als Baudenkmal im Denkmalverzeichnis mit der Erfassungsnummer 094 55125 eingetragen.